# Camaitlán
Camaitlán är en ort i Mexiko.   Den ligger i kommunen Chicontepec och delstaten Veracruz, i den sydöstra delen av landet, 210 km nordost om huvudstaden Mexico City. Camaitlán ligger 134 meter över havet och antalet invånare är 136.
Terrängen runt Camaitlán är platt åt nordost, men åt sydväst är den kuperad. Runt Camaitlán är det ganska tätbefolkat, med 86 invånare per kvadratkilometer. Närmaste större samhälle är Benito Juárez, 18,4 km sydväst om Camaitlán. Omgivningarna runt Camaitlán är en mosaik av jordbruksmark och naturlig växtlighet.